# Torneo Argentino C
Il Torneo Argentino C, anche noto come Torneo del Interior,  era una delle due divisioni regionali che componevano la quinta serie del calcio argentino, insieme con la Primera D, anch'essa cessata nel 2023. Le squadre dell'Argentino C erano affiliate indirettamente alla federazione calcistica dell'Argentina e provenivano dalle città esterne all'area della Grande Buenos Aires e della città di Rosario, le cui squadre partecipavano all'altra divisione regionale di quarta serie, la Primera D.

## Storia
Il torneo fu istituito nel 2005, quando la federazione decise di riorganizzare i diversi campionati regionali che componevano il quinto livello argentino in una struttura fissa, spostando i campionati regionali al sesto livello del calcio argentino.
Rimase attivo fino alla stagione finale del 2014, venendo sostituito a partire dal 2015 dal Torneo Federal C

## Albo d'oro
| Stagione | Campione                                             |
| -------- | ---------------------------------------------------- |
| 2005     | Rivadavia (L) Real Arroyo Seco                       |
| 2006     | 9 de Julio (RT) Deportivo Coreano Sol de América (F) |
| 2007     | Atenas (RC) Liniers (BB) Tiro Federal (M)            |
| 2008     | A. Concepción Huracán (C) Sportivo del Bono          |
| 2009     | Independiente Tandil Unión (VK) Ferro Carril Sud (O) |
| 2010     | Origone Argentino 25 de Mayo Sarmiento (SdE)         |
| 2011     | Huracán (LH) Once Tigres San Martín (F)              |
| 2012     | Estudiantes (SL) Independiente (Ch) Rivadavia (VT)   |
| 2013     | 21 squadre dichiarate campioni                       |
| 2014     | 30 squadre dichiarate campioni                       |